# Вітрильний спорт на літніх Олімпійських іграх 1936
Змагання з вітрильного спорту на літніх Олімпійських іграх 1936 в Берліні тривали з 29 серпня до 8 вересня у Кільському фйорді. Розіграно 4 комплекти нагород у відкритих дисциплінах, тобто жінки могли змагатися нарівні з чоловіками.

## Країни
| Аргентина (ARG)  | Австрія (AUT)   | Бельгія (BEL)        | Бразилія (BRA)        |
| Канада (CAN)     | Чилі (CHI)      | Чехословаччина (TCH) | Данія (DEN)           |
| Естонія (EST)    | Фінляндія (FIN) | Франція (FRA)        | Велика Британія (GBR) |
| Німеччина (GER)  | Угорщина (HUN)  | Італія (ITA)         | Японія (JPN)          |
| Нідерланди (NED) | Норвегія (NOR)  | Польща (POL)         | Португалія (POR)      |
| Швейцарія (SUI)  | Швеція (SWE)    | Туреччина (TUR)      | США (USA)             |
| Уругвай (URU)    | Югославія (YUG) |                      |                       |

## Медальний залік
Джерело:
| Дисципліна     | Золото | Срібло | Бронза |
| -------------- | --- | --- | --- |
| 1936: О-Йолле  | Нідерланди (NED) · Дан Каґхелланд                                                                                  | Німеччина (GER) · Вернер Кроґманн                                                                                               | Велика Британія (GBR) · Пітер Скотт                                                                         |
| 1936: Зоряний  | Німеччина (GER) · Петер Бішофф · Ганс-Йоахім Вайзе                                                                 | Швеція (SWE) · Арвід Лаурін · Уно Валлентін                                                                                     | Нідерланди (NED) · Боб Мас · Віллем де Вріс Лентсх                                                          |
| 1936: 6 Metre  | Велика Британія (GBR) · Крістофер Бордмен · Майлз Беллвілл · Расселл Гармер · Чарлз Ліф · Леонард Мартін           | Норвегія (NOR) · Маґнус Конов · Карстен Конов · Фредрік Меєр · Водьюв Нюквіст · Альф Тветен                                     | Швеція (SWE) · Свен Сален · Леннарт Екдаль · Мартін Гіндорфф · Торстен Лорд · Даґмар Сален                  |
| 1936: 8 метрів | Італія (ITA) · Джованні Реджо · Бруно Б'янкі · Луїджі Де Манінкор · Доменіко Мордіні · Енріко Поджі · Луїджі Поджі | Норвегія (NOR) · Олаф Дітлев-Сімонсен · Джон Дітлев-Сімонсен · Ганс Струкнес · Лауріц Шмідт · Якоб Туллін Тамс · Нордаль Валлем | Німеччина (GER) · Ганс Говальдт · Фріц Бішофф · Альфрід Крупп · Едуард Мор · Фелікс Шедер-Бішін · Отто Вахс |

## Таблиця медалей
| Місце               | Країна                | Золото | Срібло | Бронза | Загалом |
| ------------------- | --------------------- | ------ | ------ | ------ | ------- |
| 1                   | Німеччина (GER)       | 1      | 1      | 1      | 3       |
| 2                   | Велика Британія (GBR) | 1      | 0      | 1      | 2       |
| 2                   | Нідерланди (NED)      | 1      | 0      | 1      | 2       |
| 4                   | Італія (ITA)          | 1      | 0      | 0      | 1       |
| 5                   | Норвегія (NOR)        | 0      | 2      | 0      | 2       |
| 6                   | Швеція (SWE)          | 0      | 1      | 1      | 2       |
| Загалом (6 збірних) | Загалом (6 збірних)   | 4      | 4      | 4      | 12      |